# Kahala (Türi)
Kahala – wieś w Estonii, w prowincji Järva, w gminie Türi.